# Hakonechloa
Hakonechloa Makino ex Honda é um género botânico pertencente à família Poaceae.